# Шиподзьоб карликовий
Шиподзьоб карликовий (Acanthiza iredalei) — вид горобцеподібних птахів родини шиподзьобових (Acanthizidae). Ендемік Австралії.

## Опис
Довжина птаха становить 9-10 см. Колір верхньої частини тіла варіюється від оливково-сірого до більш темного оливково-коричневого. Гузка темно-жовта. Живіт кремового кольору. Дзьоб темний.

## Підвиди
Виділяють три підвиди:
- A. i. iredalei Mathews, 1911;
- A. i. hedleyi Mathews, 1912;
- A. i. rosinae Mathews, 1913.

## Поширення і екологія
Номінативний підвид A. i. iredalei мешкає шістьма окремими популяціями в Західній Австралії, а також окремою популяцію в екорегіоні Карнарвон. Представники підвиду A. i. hedleyi мешкають на сході Австралії, представники підвиду A. i. rosinae мешкають на півдні Австралії.
Карликові шиподзьоби живуть в чагарниках і солончаках, поблизу солоних озер, на пустищах. Рідко зустрічаються поодинці, живуть парами або зграйками до восьми птахів.

## Раціон
Карликові шиподзьоби харчуються комахами і павуками, яких ловлять серед чагарників. Вони рідко шукають здобич на землі, віддаючи перевагу високим чагарникам і деревам.

## Розмноження
Сезон розмноження триває з липня по листопад. Гнізда невеликі, розміщуються в чагарнику. В кладці зазвичай три яйця.

## Збереження
МСОП вважає цей вид таким, який не потребує особливих заходів зі збереження. Однак в Австралії підвиди A. i. iredalei і A. i. rosinae вважаються вразливими, стан збереження підвиду A. i. hedleyi вважається близьким до загрозливого. Підвид A. i. iredalei вимер на Північній території. Він вважаєтться єдиним птахом, якій вимер на Північній території з початку європейської колонізації.